# 市川橋 (江戸川)
市川橋（いちかわばし）は、東京都江戸川区北小岩一丁目と千葉県市川市市川三丁目の境界線上の江戸川に架かる、国道14号と千葉県道・東京都道60号市川四ツ木線（千葉街道）の橋である。

## 概要

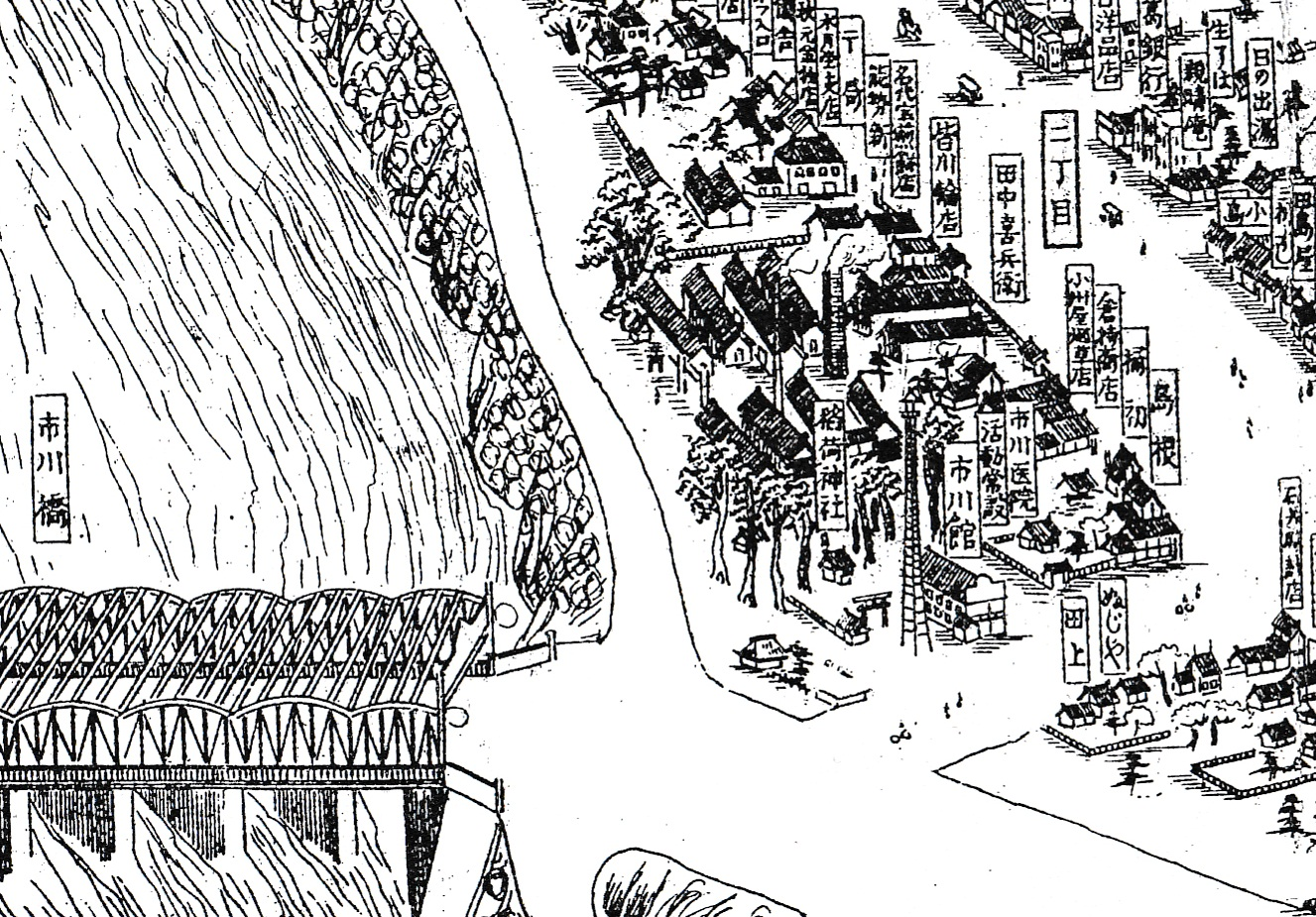
市川橋付近の略図（「千葉県市川町鳥瞰図」1928年）。同橋の東で南北に交差するのは松戸街道（現在の千葉県道1号市川松戸線）である。映画館「市川館」（現存せず）とその東隣にある稲荷神社（現存）の北側にあって煙突から煙を吐いているのが田中喜兵衛が経営した「釜屋醤油」の醸造工場である（市川郵便局 (千葉県)も参照）。

旧名は江戸川橋（えどがわばし）。江戸川の河口から13.2kmの地点に架かる橋で、全長399m。幅上り17.5m/下り12.45mの連続鋼桁複合橋形式を採用している。
江戸時代には佐倉街道上にあり、関所と渡し船が設けられていた。明治維新後も渡し船による輸送が続けられてきたが、国府台に陸軍教導団、続いて陸軍野砲兵第二旅団が設置されると、東京防衛のための役割があるにもかかわらず、江戸川に阻まれて東京との陸路が閉ざされているという問題点が生じた。
そのため、1905年1月16日に渡し船の船着場近くに江戸川最初の木造橋である江戸川橋が設置された。後に江戸川橋と並行する形で京成電鉄の鉄橋が架けられた。1927年12月2日には、従来の江戸川橋よりも南側の現在地に鉄橋を設置した。その際に市川橋と改称された。
その後、老朽化と交通量の増加に対応するために、全面的な架け替え工事が行われた。1963年9月に下り線が、1967年3月には上り線が完成して、現在の姿となったのである。

## 隣の橋
- 江戸川

江戸川橋梁 - 江戸川橋梁 - 市川橋 - 江戸川橋梁 - 江戸川大橋
市川橋から旧江戸川の今井橋にかけては約8kmにわたり一般道路の橋がなく、首都圏の人口集中地区における直轄河川で、橋梁間隔が最長となっている。江戸川区では1947年（昭和22年）、市川市では1967年（昭和42）に県道市川浦安線と柴又街道を繋いで旧江戸川の都県境をまたぐ橋梁を都市計画決定していたが、2022年度（令和4年度）から千葉県が「旧江戸川橋梁（仮称）新設事業」として着手することになった。この橋梁を千葉県と市川市では押切橋と仮称している。